# Roca de Santaló
La roca de Santaló és una muntanya de 1.766 metres que es troba al nord-oest de Tuixent (municipi de Josa i Tuixén), a la comarca de l'Alt Urgell.